# James Lawson Kemper
 James Lawson Kemper (11 juin 1823 - 7 avril 1895) est un avocat, un général confédéré de la guerre de Sécession, et le trente-septième gouverneur de Virginie. Il est le plus jeune des commandants de brigade, et le seul officier non professionnel, dans la division qui a mené la charge de Pickett, au cours de laquelle il a été blessé, capturé mais secouru.

## Avant la guerre
Kemper naît dans la plantations de Mountain Prospect dans le comté de Madison, Virginie, fils de William et Maria E. Allison Kemper. La famille de son père a émigré de ce qui deviendra Siegen, en Allemagne, au XVIIe siècle. Son arrière-grand-père faisait partie des mineurs recrutés par le gouverneur de la colonie Alexander Spotswood à Germanna (en), Virginie, et son père négociant est parti pour la nouvelle ville de Madison Court House dans les années 1790 après la mort de son père à la suite d'une chute de cheval en 1783, laissant à sa veuve la charge de cinq filles et un fils. À l'époque de la naissance de James, sa grand-mère paternelle et quatre tantes vivent à la plantation que William Kemper avait acheté pour 5 541,40 dollars en 1800. Son arrière-grand-père maternel, le colonel John Jasper Stadler, avait servi dans l'état-major de George Washington en tant qu'ingénieur civil et avait planifié les fortifications dans le Maryland, la Virginie et la Caroline du Nord pendant la guerre d'indépendance, et son grand-père John Stadler Allison a servi en tant qu'officier lors de la guerre de 1812, mais est mort lorsque sa fille Maria était très jeune. Bien que plusieurs de ses ancêtres paternels aient été impliqués dans l'Église réformé allemande, William Kemper était doyen de l'Église presbytérienne locale et sa mère était dévote, mais aussi accueillait des fêtes et des danses qui duraient plusieurs jours. Son frère, Frederick T. Kemper (en) fondera plus tard la Kemper Military School (en)).
James Kemper n'a pratiquement aucune éducation militaire en tant qu'enfant, mais son père et un voisin planteur, Henry Hill de Cilpepper, fondent la Old Field School sur la plantation pour éduquer les enfants du voisinage, dont A.P. Hill, qui sera son ami pendant toute sa vie. De 1830 à 1840, Kemper est en pension pendant les hivers à l'académie Locust Dale, qui a un corps de cadets militaire. Kemper étudie plus tard à l'université Washington (maintenant université Washington et Lee) et suit des cours d'ingénierie civile près du Virginia Military Institute. Lors de la cérémonie de remise des diplômes à l'université Washington en 1842, Kemper, âgé de 19 ans, prononce le discours d'entrée, prenant comme sujet le « besoin d'un système d'école publique en Virginie ». Kemper retourne alors chez lui, où il rejoint la société de tempérance (Tee-Total (Temperance) Society) et étudie le droit avec George W. Summers (en) du comté de Kanawha (un ancien représentant des États-Unis), après quoi l'université Washington le récompense par un diplôme de master en juin 1845. Il est admis au barreau de Virginie le 2 octobre 1846.

## Carrière militaire et politique
Pendant ce temps, le Congrès a déclaré la guerre au Mexique en 1846, et le président James K. Polk, a appelé pour la levée de neuf régiments de volontaires. Kemper et son ami Birkett D. Fry (en) du comté de Kanawha voyagent jusqu'à la capitale nationale le 15 décembre 1846, espérant obtenir des commissions dans le 1st Regiment of Virginia Volunteers. Après avoir voyagé à Richmond et de retour à Washington, Kemper apprend qui a été nommé quartier-maître et capitaine de l'unité sous les ordres du colonel John F. Hamtramck (en). Pendant la guerre américano-mexicaine, Kemper reçoit des critiques favorables et rencontre beaucoup de futurs chefs militaires, mais son unité arrive juste après la bataille de Buena Vista et maintient principalement un périmètre défensif dans la province de Coahuila.
Libéré honorablement de l'armée des États-Unis le 3 août 1848, Kemper retourne pratiquer le droit dans le comté de Madison, et dans les comtés avoisinant d'Orange et de Culpeper. Il représente beaucoup d'anciens compagnons d'armes dans la revendication de terres, et aussi spécule sur des biens immobiliers et aide à former la Blue Ridge Turnpike Company (entre Gordonsville et la vallée de la Shenandoah).
Intéressé par la politique, Kemper fait une première campagne pour un poste en 1850, mais perd l'élection pour devenir clerc de la convention constitutionnelle du Commonwealth. Se réclamant lui-même pro-esclavagiste, anti-abolitionniste et pro-droit des États, Kemper défait Marcus Newman et est élu à la chambre des délégués de Virginie en 1853 (l'année de la mort de son père à 76 ans). Fervent avocat de la préparation militaire de l'État, et allié de Henry A. Wise, Kemper devient président du comité des affaires militaires. En 1858, il est brigadier général dans la milice de Virginie (en).
Au début 1861, il devient Speaker, un poste qu'il occupe jusqu'en janvier 1863. Cela coïncide avec son service au sein de l'armée des États confédérés.

## Guerre de Sécession
Après le début de la guerre de Sécession, Kemper sert en tant que brigadier général de l'armée provisoire de Virginie, et ensuite en tant que colonel de l'armée des États confédérés, prenant la tête du 7th Virginia Infantry (en). À la première bataille de Bull Run, Kemper commande le régiment au sein de la brigade de Jubal Early. Son régiment est plus tard affecté à la brigade du brigadier général A.P. Hill dans la division du major général James Longstreet de l'armée confédérée du Potomac de juin 1861 à mars 1862. Le 26 mai 1862, A.P. Hill est promu au commandement d'une division et Kemper prend la tête de la brigade. Après une performance vaillante lors de la bataille de Seven Pines lors de la campagne de la Péninsule, Kemper est promu brigadier général le 3 juin 1862. Menant la brigade au cours de la bataille des sept jours, il devient alors commandant de division après la réorganisation de l'armée faite par Robert E. Lee (commandant la moitié de l'ancienne division de James Longstreet).
Lors de la deuxième bataille de Bull Run, la division de Kemper prend part à l'attaque surprise de Longstreet contre le flanc gauche de l'Union, détruisant pratiquement l'armée de Virginie du major général John Pope. Ensuite, sa division est fusionnée avec le commandement du général David R. Jones, et Kemper retourne à un commandement d'une brigade. À la bataille d'Antietam, il est au sud de la ville de Sharpsburg, se défendant contre l'assaut du major général Ambrose E. Burnside dans l'après-midi du 17 septembre 1862. Il retire sa brigade en face de l'avancée de l'Union, exposant le flanc droit confédéré, et la ligne est sauvée par l'arrivée précipitée de la division d'A.P. Hill de Harpers Ferry.
Lorsque George Pickett reprend du service après Antietam, il prend le commandement des troupes que Kemper a commandé lors de la seconde bataille de Bull Run. En 1863, la brigade est affectée à la division de Pickett dans le corps de Longstreet, ce qui signifie qu'il est absent à partir de la bataille de Chancellorsville, où le corps est affecté à Suffolk, Virginie. Néanmoins, le corps retourne dans l'armée au moment de la campagne de Gettysburg.
À la bataille de Gettysburg, Kemper arrive avec la division de Pickett tard le deuxième jour de la bataille, le 2 juillet 1863. Sa brigade est l'une des principales unités qui mènent l'assaut lors de la charge de Pickett, avançant sur le flanc droit de la ligne de Pickett. Après avoir traversé Emmitsburg Road, sa brigade est prise en enfilade par un feu le 2nd Vermont Brigade, la repoussant sur la gauche et brisant la cohésion de l'assaut. Kemper monte sur ses étriers pour encourager ses hommes à aller de l'avant, criant « Il y a des canons, les gars, allons les prendre ! ».
Cette bravade en fait une cible plus visible et il est blessé par une balle à l'abdomen et à la cuisse et est capturé par les troupes de l'Union. Il est secouru par le sergent Leigh Blanton du 1st Virginia, et est ramené vers les lignes confédérées sur Seminary Ridge (en). Le général Robert E. Lee rencontre Kemper qui est porté sur un brancard et s'enquiert de la sévérité de sa blessure, à quoi Kemper répond qu'il pense qu'elle est vitale. Il demande que Lee « rende justice à cette division pour son travail du jour ». Pendant la retraite de l'armée confédérée de Gettysburg, Kemper est une nouvelle fois capturé par les forces de l'Union. Il est échangé (avec Charles K. Graham) le 19 septembre 1863. Il est trop faible pour combattre jusqu'à la fin de la guerre, et commande les forces de réserve de Virginie. Il est promu major général le 19 septembre 1864.

## Après la guerre
Il n'est pas possible de retirer la balle qui a blessé Kemper à Gettysburg, et il souffre de douleur à l'aine pour le restant de sa vie. Après la guerre, il travaille en tant qu'avocat et est le premier gouverneur de Virginie après la reconstruction du 1er janvier 1874 au 1er janvier 1878, ayant battu le républicain Robert W. Hughes avec 43,84 % des suffrages. L'historien Robert Jones soutient que Kemper et les conservateurs du même courant ont mis en place des politiques raciales qui sont moins anti-noirs et lui accorde une plus grande reconnaissance que d'autres historiens. Les Virgina Redeemers (« rédempteurs de Virginie ») tentent de façonner les relations raciales en conformité avec la définition de C. Vann Woodward de la philosophie conservatrice. Jones conclut que Kemper et les Virginia Redeemers méritent de compter dans l'histoire avec les Wade Hamptons et autres tenant de la philosophie conservatrice.
Kemper meurt à Walnut Hills, dans le comté d'Orange, en Virginie, où il est inhumé.

## Dans la culture populaire
L'acteur Royce D. Applegate joue Kemper dans les deux films films, Gettysburg (1993) and Gods and Generals (2003).